# Jason Tobin
Jason Tobin, född i Hongkong, är en brittisk skådespelare.
Tobin har bland annat medverkat i TV-serien Warrior. Han har även medverkat i filmerna Fast & Furious 9 samt Fistful of Vengeance.

## Filmografi (i urval)
- 2019–2023 – Warrior (TV-serie)
- 2022 – Fast & Furious 9
- 2022 – Fistful of Vengeance